# 福祉ネットワーク
福祉ネットワーク（ふくしネットワーク）は、NHKで放送の社会福祉をテーマとした情報番組である。

## 概要
NHKは、以前から教育テレビで週1回『あすの福祉』を長年放送してきたが、これを2000年度から帯番組『にんげんゆうゆう』としてリニューアルし、毎週あるテーマを決めて高齢者、身体障害者の福祉活動や小児育児の問題にも鋭いメスを入れて展開するようになった。
現タイトルになった2003年度からは日替わりでジャンルを特定し、更に毎月一つのテーマを決めてきめ細かい福祉情報を届けている。また、番組の特性上、多重放送サービスを積極的に活用している。
- 文字多重放送による字幕放送を実施。日によっては字幕の挿入がない場合もある。
- 不定期で視覚障害者・中途失明者を題材にした番組、あるいはNHKハート展など、視覚障害者以外が番組の主役となる一部の回でも解説（副音声）を入れる場合がある。（デジタルはダブルステレオのサブチャンネルで実施）
  - なお、2011年9月1日（再放映9月8日、12月22日、12月29日<12月分はアンコール扱い>）の回「東日本大震災　盲ろう者に何が起きたか」は視聴覚障害者（いわゆる盲ろう者）を題材にしたテーマであったため、通常の文字多重（データ）放送による字幕放送ではなく、あらかじめ番組のビデオテープに字幕スーパーを入れたものを放送した。（音声はステレオ2解説放送）

これらの放送は、2003年暮れから順次全国展開されたデジタル放送では標準サービスとなっており、デジタル放送対応受信機では、特別な装置を追加する事無く利用できる。
2006年度からは、毎月下旬の1週（4日間）は『ハートをつなごう』を放送している。また高知局は2006年度、『ゆうどきネットワーク』第2部を放送しない時間（月曜から木曜まで17:30～18:00）の穴埋めとして、総合テレビでも再放送を行っていた。
介護に関するシリーズ「なるほど!なっとく介護」は2010年3月を以って終了し、代わって同年5月から「にっぽんリハビリ応援団」が始まった。

### 東日本大震災の対応
- 2011年3月14日から3月31日に放送された東日本大震災の災害関連情報の放送の時は、原則生放送であるためリアルタイム字幕放送を実施しているほか、一部の回では聴覚障害者用に画面下部囲みに手話通訳者を入れて手話放送もしていた（きらっといきる<金曜日　NHK大阪放送局発>も3月19日・26日・4月1日の回は当初の内容を変えて同様の障害者向け震災関連情報を提供している）。
  - 当初3月14日からの週は2010年度のアンコール放送、3月21日からはハートをつなごうを放送し放送休止となる予定だったが、全て変更（休止返上）された。

### 新番組への統合
2012年3月8日放送分を持って終了し、それ以後、月末に放送されていたハートをつなごうと番組の機能を統合し、4月2日から「ハートネットTV」と題して総合的福祉情報番組として発展させていく。

## 取り上げるテーマ

### 月曜日
障害者暮らし情報
身体障害者の福祉、バリアフリー対策に関する話題を取り上げる。

### 火曜日
こころの相談室
視聴者から寄せられたこころ、精神的病などについての相談に専門家の先生が回答する。また2004年度には引きこもり、2005年度は特にうつ病を集中して特集した。

### 水曜日
目指せ!介護の達人
高齢者、身体障害者を支える介護に関するアイデアの紹介、相談など。
介護百人一首
原則として最終週に放送。介護をテーマとして視聴者から募集した俳句を紹介するとともに、一部投句者の「現場」も紹介する。

### 木曜日
ともに生きよう
障害者と健常者のバリアフリーに取り組む市民たちの取組みをドキュメントしたり、町永キャスターが著名人と福祉の話題について対談するコーナーがある。
公開すこやか長寿
原則として第4週に放送。全国各地での公開収録講座。高齢化によって発生する様々な心身の問題にどう対処すればよいかを専門家が解説。

### その他
- にっぽんリハビリ応援団
- 随時1週間を通して展開する特集（NHKハート展等）が行われる。
- 2010年度は、総合テレビ『あさイチ』と連動し、40歳代の女性を応援する共通企画「キラキラ40」を編成。当事者たる藤井彩子が加わり、それまでになかった性の問題・「セックスレスと女性のこころ」といった問題も取り上げている。

### 過去
- 隔月2本ずつ、「なるほど!なっとく介護」

## 放送時間
いずれも教育テレビ
本放送
月 - 木曜　20:00 - 20:29
再放送
（2009年度まで）翌週の同じ曜日　13:05 - 13:34
（2010年度）翌週の同じ曜日　12:00 - 12:29
これに伴いワンセグ2での放送は終了。
特記事項
- 高校野球期間中は再放送の時間を変更。本放送についても試合展開によっては繰り下げ、休止のケースもある。
- 2011年3月14日 - 17日は東日本大震災の災害情報としてBS2でも本番組が同時放送された（その後、総合テレビとNHKワールド・プレミアムでも録画で放送された）。先述のとおり、3月21日 - 31日も震災関連の特番を放送。3月21日 - 24日の休止（ハートをつなごう放送のため）も返上した。

## 出演者

### 2010・2011年度
- 町永俊雄（元NHK嘱託。福祉評論家。メインキャスターだが※の企画には出ない）
- 藤井彩子（NHKアナウンサー。「キラキラ40」）
- 毒蝮三太夫（タレント。「介護百人一首」※）
- 小谷あゆみ（同上）
- 塚原泰介（NHKアナウンサー。「公開すこやか長寿」※）
- 落合恵子（作家。「にっぽんリハビリ応援団」※）
- 河野多紀（ナレーション、2008年度までは「公開すこやか長寿」現場進行役も）

### 2009年度まで
- 広瀬久美子（元NHKアナウンサー。「公開すこやか長寿」）
- 三好春樹（理学療法士。「なるほど!なっとく介護」講師）
- 目加田賴子（NHK元アナウンサー。「なるほど!なっとく介護」司会）
- 松永信也
- 渡辺英紀

### その他（ナレーション出演のみのアナウンサー）
- 青木宏子（ナレーター、他番組にてMC担当）
- 伊崎寿克（ナレーター、他番組にて声優担当）
- 田端恒
- 丹羽一貴（ナレーター、フリーアナウンサー）
- 松田佑貴（ナレーター、他番組にて声優担当）
- 八木とおる